# Симфония № 3 (Шимановский)
Симфония № 3 «Песнь о ночи» (пол. Pieśń o nocy; фр. Chant de la nuit), соч. 27 ― произведение для оркестра, смешанного хора и солиста-тенора, написанное польским композитором Каролем Шимановским в 1914―1916 годах во время его продолжительного путешествия по Восточной Европе. В основу сочинения положены строки из стихотворения персидского поэта XIII века Джалаладдина Руми, переведённого на польский язык Тадеушем Мициньским, другом композитора.
Типичное время исполнения симфонии составляет около 25 минут.

## Премьера
Премьера произведения, которая изначально должна была состояться во второй половине 1916 года в Санкт-Петербурге под управлением Александра Зилоти, была отменена из-за событий Первой мировой войны. В итоге «инструментальный» вариант симфонии, без участия вокалистов, впервые прозвучал в Лондоне 24 октября 1921 года (его исполнил Лондонский симфонический оркестр под управлением Альберта Коутса). Полноценная мировая премьера пьесы, с хором и солистом, состоялась 3 февраля 1928 года во Львове, однако вместо тенора солировала сопрано Станислава Корвин-Шимановская. 
Ноты симфонии были опубликованы венским издательством «Universal Edition» в 1925 году.

## Стиль
Существенное влияние на стиль произведения оказала опера Рихарда Вагнера «Тристан и Изольда»; также в симфонии присутствует целый ряд особенностей, сближающих её с поэмой Александра Скрябина «Прометей» ― таких как, например, мистическая аура звучания, одночастная структура сочинения, наличие в исполнительском составе хора и органа, использование фортепиано не в качестве концертного инструмента, а в роли важного текстурного элемента. Ещё одной отличительной характеристикой фактуры произведения является наслоение мелодических линий, движущихся независимо друг от друга, и создание таким образом своеобразной «полимелодии».

## Структура
Симфония, по замыслу автора, состоит из одной части; обычно её исполнение занимает около 25 минут. Однако в некоторых случаях её условно разделяют на три части, первые две из которых исполняются без перерыва (attacca):
1. Moderato assai
2. Vivace scherzando (такт 128) ― Allegretto tranquillo (такт 147)
3. Largo (с такта 398)

## Исполнительский состав
| Деревянные духовые пикколо 3 флейты 3 гобоя английский рожок кларнет in Es 3 кларнета in B бас-кларнет 3 фагота контрафагот | Медные духовые 6 валторн in F 4 трубы in B 4 тромбона туба | Ударные литавры тарелки бас-барабан тамтам колокольчики треугольник малый барабан бубен | Клавишные фортепиано челеста орган | Вокалисты смешанный хор (S-A-T-B) тенор (соло) | Струнные I и II скрипки альты виолончели контрабасы 2 арфы |

## Критика
О симфонии восторженно отозвался композитор Кайхосру Сорабджи в своей книге «Mi contra fa» (1947):
Шимановский написал музыку ослепительной чистоты духа и возвышенного экстаза самовыражения, настолько проникнутую сущностью отборных и редчайших образцов иранского искусства, что подобная композиторская заслуга не имеет аналогов в западном искусстве. Партитура Третьей симфонии ― это настоящее чудо: крепкая по структуре и сущностной неразрывности, но в то же время бестелесная и прозрачная, как паутинка; искрящаяся пронзительной яркостью, но при этом пропитанная глубочайшими тёмными бархатными тенями; возвышенная по выразительности, но без малейшего намёка на высокопарность. <…> Это ― безупречный и несравненный шедевр, от самого начала до незабываемого конца, растворяющегося в синеве восточной ночи; с пассажами, от красоты которых едва ли осмеливаешься дышать.
Также Сорабджи сравнил партитуру симфонии с персидским шёлковым ковром.